# Chusquea lorentziana
Chusquea lorentziana är en gräsart som beskrevs av August Heinrich Rudolf Grisebach. Chusquea lorentziana ingår i släktet Chusquea och familjen gräs. Inga underarter finns listade i Catalogue of Life.